# Schwarzbach (Lužice)
Schwarzbach (hornolužickosrbsky Čorna Woda) je obec v Horní Lužici v německé spolkové zemi Braniborsko. Nachází se v zemském okrese Horní Sprévský les-Lužice a má 640 obyvatel.

## Historie
První písemná zmínka o vsi pochází z roku 1455, kdy je uváděna jako Schwarzpach. Roku 1624 je prvně zmiňován rytířský statek. Mezi lety 1952 a 1993 se obec nacházela v okrese Senftenberg a okrsku Chotěbuz, od roku 1990 je součástí obnovené spolkové země Braniborsko. V roce 1974 se ke Schwarzbachu připojily do té doby samostatné obce Biehlen a Guteborn, přičemž Guteborn se roku 1990 osamostatnil.

## Přírodní poměry
Schwarzbach leží na jihu Braniborska poblíž braniborsko-saské hranice a zároveň na severozápadě Horní Lužice na hranici s Dolní Lužicí. Obcí protéká řeka Černý Halštrov. Západovýchodním směrem prochází obcí železniční trať Węgliniec–Roßlau, na které leží zastávka Schwarzbach (b Ruhland), kterou však vlaky projíždějí bez zastavení.

## Správní členění
K obci Schwarzbach náleží místní část Biehlen (hornolužickosrbsky Bělno).

## Pamětihodnosti
- barokní zámeček s vedlejšími budovami
- památník obětem 1. světové války